# Saqueo de Asunción
El saqueo de Asunción fue llevado a cabo a partir de 1 de enero de 1869, cuando las fuerzas brasileñas en la Guerra de la Triple Alianza ocuparon la capital paraguaya. Asunción quedó desierta, evacuada por todos sus pobladores y vio echarse sobre ella los 30 000 soldados de Luis Alves de Lima e Silva, marqués de Caxias.
Apenas entradas las tropas en la ciudad, comenzó el saqueo de todos los edificios, comenzando por los grandes palacios de las familias aristocráticas de la capital. También fueron saqueados los muebles de los ministerios del gobierno, los del Palacio del Congreso, los de la familia López; el mobiliario del Club Nacional, comprado en Europa poco antes de la Guerra; el mobiliario de la casa del mariscal Francisco Solano López y de la residencia de su mujer, Elisa Lynch. Los primeros lugares en ser visitados fueron el Club Nacional y las residencias del Presidente, de su mujer y de sus hermanos Venancio y Benigno e Inocencia, repletas de muebles finos, cuadros de firma, alfombras, espejos venecianos, pianos y vajillas de oro y plata. También fueron saqueadas casas civiles, iglesias o incluso el cementerio y las tumbas en búsqueda de joyas.
El general Emilio Mitre, horrorizado por las imágenes, había dado la orden de no participar del saqueo y organizó el campamento en una zona alejada. Los cerca de 4 000 soldados Argentinos acamparon en las afueras a una legua de la ciudad, en La iglesia de la Trinidad, edificada por Carlos Antonio López y donde descansaban sus restos.

El Presidente Argentino Sarmiento lo felicitó por su accionar:
"Aplaudo la determinación prudentísima de Ud. de no entrar en Asunción, dejando a la soldadesca brasileña robar a sus anchas. Esta guerra tomará proporciones colosales en la historia y es bueno que nuestro nombre figure limpio de reproche".
Por las calles había filas de objetos y muebles que esperaban para ser cargados en los barcos dirigidos a Río de Janeiro; al zarpar, los barcos iban hasta el tope cargados de los objetos saqueados en Asunción. Sin embargo a pesar de las órdenes del general varios "trofeos" como cañones de bronce, banderas y distintos objetos llegaron a la Argentina y Uruguay.

## Devolución de los trofeos de guerra
En 1885, durante la presidencia de Bernardino Caballero, la República Oriental del Uruguay, siendo presidente el general Máximo Santos, realizó la devolución de los trofeos de guerra al Paraguay y la condonación de su deuda de guerra. La delegación fue presidida por el ministro de Guerra, general Máximo Tajes, y acompañada por la Banda de Músicos y una Sección del Batallón 5.º de Cazadores. Por este gesto, la plaza San Francisco de la ciudad de Asunción cambió su nombre por el de Plaza Uruguaya.
Coincidiendo con la iniciativa uruguaya, a partir de 1903 y durante la primera mitad del siglo XX se sucedieron iniciativas parlamentarias y del ejecutivo argentino para condonar la deuda y devolver los símbolos de la soberanía paraguaya; se destacan en 1922, el proyecto presidencial del doctor Hipólito Yrigoyen y su ministro de relaciones exteriores el doctor Honorio Pueyrredón, y en 1942, el proyecto del diputado Carlos Montagna que se convirtió en ley el 12 de agosto de ese año. Así se declaró extinguida la deuda e intereses que la República del Paraguay había contraído con la República Argentina por los gastos de guerra y daños materiales, durante la presidencia del doctor Ramón Castillo. No obstante quedaba pendiente el tema de la devolución de los trofeos de guerra.
El 16 de agosto de 1954 el presidente argentino, Juan Domingo Perón, acompañado por el general Alfredo Stroessner, quien ese mismo día asumía la presidencia de Paraguay, depositó una ofrenda floral en el Panteón de los Héroes en homenaje al soldado paraguayo; luego se dirigió al puerto de Asunción, en donde fueron desembarcados los trofeos de guerra de los rastreadores King y Muratore, de la Armada Argentina. Los trofeos consistían de Objetos, Banderas y distintas insignias de la guerra así como cuadros y otros elementos. De allí partió la comitiva encabezada por ambos mandatarios seguidos por dos carros blindados argentinos que contenían los trofeos, escoltados por una guardia del Regimiento de Granaderos Gral. San Martín, del Regimiento Acá Carayá, y de la marinería argentina. En su discurso en la Plaza Juan de Salazar El mandatario argentino expresó: “Vengo personalmente a cumplir el sagrado mandato encomendado por el pueblo argentino de hacer entrega de reliquias que aspiramos sellen para siempre una inquebrantable hermandad entre nuestros pueblos y entre nuestros países. (…) Y agradezco a Dios, fuente de toda razón y de toda justicia, que me ha permitido en este día, invocándolo desde lo más profundo de mi alma, llegar hasta aquí, no como portador, sino como un hombre que viene a rendir homenaje al Paraguay.
El 13 de agosto de 2014 el gobierno nacional argentino y el de la provincia de Entre Ríos, organizaron la entrega formal de los muebles que pertenecieran al mariscal Francisco Solano López. Las piezas históricas fueron adquiridas por López en Alemania cuando era jefe del Estado paraguayo. Cuando el cargamento de muebles llegó desde Alemania a Buenos Aires, había estallado el conflicto bélico, por lo que la Aduana argentina, al constatar a quien iba dirigido, lo confiscó. Subastados y adquiridos por una familia fue cambiando por generaciones de manos hasta que sus descendientes decidieron donarlo. El 11 de febrero de 1985, el gobierno de Entre Ríos aceptó el legado de los muebles por parte de Juana Dorila Iraizoz, que los había donado en 1969. Desde entonces, fueron expuestos en el museo Martiniano Leguizamón, ubicado en Paraná. Estos muebles nunca formaron parte del patrimonio público del Estado, sino que eran propiedad privada de López.

El conjunto de 20 piezas de mobiliario se encontraba en buenas condiciones y está integrado por 10 sillas; 2 sillones; 1 sillón de tres cuerpos; 2 mesas de madera, de tamaño pequeño y mediano; 2 mesas de madera, una de ellas, desplegable. Lo integran también una biblioteca con detalles de vidrio y hierro; un Dressoir y un escritorio, todos de estilo gótico y neogótico, hechos de madera finamente lustrados y con detalles labrados y cincelados. Su autenticidad fue verificada a través de una investigación sobre relatos y registros históricos.
"Esto no es una donación, es una restitución, una reparación histórica de todos los argentinos al gobierno de la República del Paraguay y a todos los paraguayos"

Presidenta Cristina Fernández.
"Los muebles que hoy recibimos tiene su propia historia. Son bienes que López adquirió en Alemania y que no llegó por el estallido de la guerra. La recuperación de un patrimonio histórico constituye un hecho que nos llena de emoción porque estos muebles después de una larga travesía llegan por fin a su destino"

Presidente Horacio Cartés.
A pesar de los gestos de restitución por parte de Argentina y Uruguay la mayor parte de lo saqueado en la capital nunca pudo ser recuperado. Espacialmente lo saqueado por el Imperio del Brasil
Recordando el trágico "Saqueo de Asunción", el historiador argentino general José Ignacio Garmendia escribió: 

Aquella ciudad solitaria sentada a la margen del tranquilo rio, sufrió, indiferente, la suerte del vencido de lejanos tiempos. El vencedor entró a saco.

## Archivos Nacionales del Paraguay

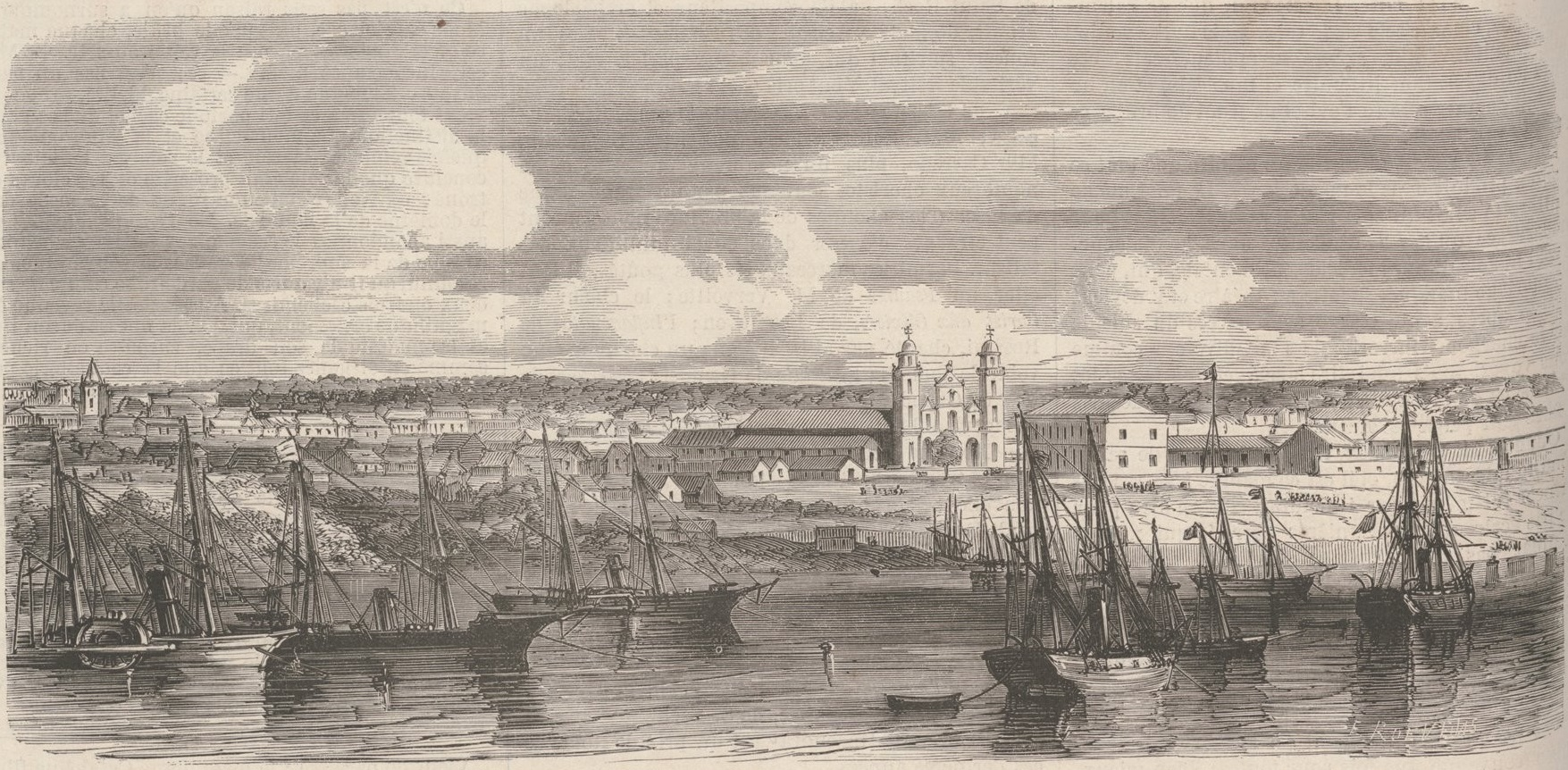
La ciudad de Asunción ocupada por el ejército aliado (Le Monde Illustré: journal hebdomadaire, n.º 625, 03/04/1869).

Además de los objetos de valor, el "Tesoro de Guerra", no sólo estaba compuesto de piezas de oro y plata, también lo constituyó el acervo histórico y cultural desterrado ilegítimamente.
El Ministro brasileño en Asunción José da Silva Paranhos se apoderó de parte de los Archivos Nacionales del Paraguay que, después de su muerte, donó a la Biblioteca Nacional de Río de Janeiro, el catálogo de la colección Río Branco consta de cincuenta mil documentos sobre la historia del Paraguay, las cuestiones de los límites y las fechas y los hechos sobre la historia del Río de la Plata".
Fue devuelto restaurado y catalogado en la década de 1980 al Archivo Nacional de Asunción. Algunos documentos (unos 800) que se creían perdidos fueron encontrados en el mismo en las recientes catalogaciones y foliaciones en detalle de la colección. A 2016, la documentación está siendo digitalizada y subida a Internet por el Archivo.
El "Libro de Oro" ofrecido por las "Damas Paraguayas" al mariscal López en el aniversario de su nacimiento, el 24 de julio de 1867, fue descubierto por casualidad en una vitrina del Museo Histórico Nacional de Río de Janeiro. Años después, el general Ernesto Geisel, entonces presidente del Brasil, devolvió solemnemente el "Libro de Oro" a la República del Paraguay.
El valioso material había sido aprehendido en el combate de Piribebuy, en 1868, una de las sedes gubernativas de Solano López en su retirada hacia las "Cordilleras". Los 50 000 documentos están debidamente catalogados en la "Colección Vizconde de Río Branco" en 5122 fichas, algunas conteniendo decenas de manuscritos. 
Los documentos del archivo contienen además, pruebas de la colonización del Paraguay, de las luchas por su independencia, de sus cuestiones religiosas e indígenas, de la demarcación de fronteras, de problemas de navegación, correspondencia particular entre ministros de Estado y embajadores, en una palabra, asuntos eminentemente paraguayos, como dictámenes, decretos y leyes de varios gobiernos, inclusive del dictador José Francia, manifiestos de protesta contra el Rey Fernando VII de España, convenios con la Argentina, Uruguay y Brasil, tratados comerciales, etc.
En 1871, el archivo fue refundado mediante un decreto del Triunvirato de gobierno.